# 奥拉瓦恩纳
奥拉瓦恩纳（Olavanna），是印度喀拉拉邦科澤科德縣的一个城镇。2001年总人口30,927。

## 人口
该地2001年总人口30,927人，其中男性15,251人，女性15,676人；0－6岁人口3,767人，其中男1,921人，女1,846人；识字率82.66%，其中男性为85.11%，女性为80.27%。